# Elmo Bovio
Elmo Bovio (Junín, Provincia de Buenos Aires, Argentina, 14 de julio de 1925-26 de agosto de 2017) fue un futbolista argentino. Jugaba de delantero y su primer equipo fue el Sarmiento de Junín de Argentina, jugó además en clubes de Brasil y el Inter de Milán; reforzó al América de Cali en la época de El Dorado en Colombia.

## Trayectoria
Bovio, que nació en Junín, provincia de Buenos Aires en 1925, ingresó a los seis años en las categorías inferiores del Sarmiento de Junín. Con este equipo debutó a los 17 años en Primera División, donde coincidió con jugadores como Agustín Cosso, Alejo Fuertes o Juan Presaco. Bovio era conocido por su calidad técnica y, al mismo tiempo, el poder indiscutido de marcar goles.
Después de firmar en el fútbol argentino, tuvo la oportunidad de jugar en un club muy grande en un país vecino. En 1944 fue contratado por el Peñarol de Montevideo, equipo con el que resultó campeón ese mismo año junto a Obdulio Varela y Roque Gastón Máspoli. Al año siguiente, 1945, fue contratado junto a Bibiano Zapirain, Alberto Cerioni y Volpi, por el Inter de Milán donde jugaban Frasoci, Aldo Campatelli y Giuseppe Meazza, pero un año después decidió volver a Argentina.
Propietario bigotes infalibles, Bovio fue el principal destacado del Palmeiras en algunos logros importantes: el Campeonato Paulista del 47 y el Torneo de Campeones Río São- Paulo. El número promedio de goles que Bovio tenía actuando en Palmeiras es bastante significativo: 0,78 por partido jugado. Posteriormente fue contratado por el São Paulo Futebol Clube. Su paso por el São Paulo duró un año ya que fue vendido al Bangu AC de Río de Janeiro, donde coincidió con Zezinho.
Tras acabado el contrato, fue comprado por el América de Cali en 1951 e integró ese año una nómina con más de 10 jugadores extranjeros jugando 9 partidos y anotando 2 goles y después de acabar su contrato en Colombia regresó a Junín. Terminó su carrera en Sao Paulo FC en 1954.

## Clubes
| Club               | País      | Año       |
| ------------------ | --------- | --------- |
| Sarmiento de Junín | Argentina | 1942-1943 |
| Peñarol            | Uruguay   | 1944-1946 |
| Inter de Milán     | Italia    | 1946-1947 |
| Palmeiras          | Brasil    | 1947-1949 |
| Sao Paulo FC       | Brasil    | 1950      |
| América de Cali    | Colombia  | 1951      |
| Sao Paulo FC       | Brasil    | 1952-1953 |

### Palmarés
| Título                  | Club         | País    | Año  |
| ----------------------- | ------------ | ------- | ---- |
| Campeonato Uruguayo     | Peñarol      | Uruguay | 1944 |
| Torneo de Honor         | Peñarol      | Uruguay | 1944 |
| Campeonato Uruguayo     | Peñarol      | Uruguay | 1945 |
| Torneo de Honor         | Peñarol      | Uruguay | 1945 |
| Campeonato Paulista     | Palmeiras    | Brasil  | 1947 |
| Campeones Río São-Paulo | Palmeiras    | Brasil  | 1948 |
| Campeonato Paulista     | São Paulo FC | Brasil  | 1953 |
| Campeones Río São-Paulo | São Paulo FC | Brasil  | 1953 |